# Pertusaria pupillaris
Platt nordporlav (Pertusaria pupillaris) är en bladlav som först beskrevs av William Nylander och som fick sitt nu gällande namn av Thore M. Fries. 
Pertusaria pupillaris ingår i släktet Pertusaria och familjen Pertusariaceae. Arten är reproducerande i Sverige. Inga underarter finns listade i Catalogue of Life.